# Haibung
Haibung (en népalais : हैबुङ) est un comité de développement villageois du Népal situé dans le district de Sindhulpalchok. Au recensement de 2011, il comptait 2 484 habitants.